# كاسر (نيويورك)
كاسر (بالإنجليزية: Kaser, New York)‏ هي منطقة سكنية تقع في الولايات المتحدة في مقاطعة روكلاند، نيويورك. يقدر عدد سكانها بـ 4,724 نسمة ومساحتها 0.4 كم2 وترتفع عن سطح البحر 165 متر.

## التركيبة السكانية
حدّد مكتب تعداد الولايات المتحدة بيانات التركيبة السكانية لكاسر في تعداد الولايات المتحدة. في ما يلي، التركيبة السكانية حسب تعدادي 2000 و2010.

### تعداد عام 2000
بلغ عدد سكان كاسر 3,316 نسمة بحسب تعداد عام 2000، وبلغ عدد الأسر 647 أسرة وعدد العائلات 618 عائلة مقيمة في القرية. في حين سجلت الكثافة السكانية 7,536.4 نسمة لكل كيلومتر مربع (19,519.2/ميل2). وبلغ عدد الوحدات السكنية 678 وحدة بمتوسط كثافة قدره 1,540.9 لكل كيلومتر مربع (3,990.9/ميل2).
وتوزع التركيب العرقي للقرية بنسبة 98.61% من البيض و0.24% من الأمريكيين الأفارقة و0.45% من الأمريكيين ذوي الأصول الآسيوية و0.03% من سكان جزر المحيط الهادئ و0.66% من عرقين مختلطين أو أكثر و0.54% من الهسبانيون أو اللاتينيون من أي عرق.
بلغ عدد الأسر 647 أسرة كانت نسبة 80.1% منها لديها أطفال تحت سن الثامنة عشر تعيش معهم، وبلغت نسبة الأزواج القاطنين مع بعضهم البعض 90.9% من أصل المجموع الكلي للأسر، ونسبة 3.7% من الأسر كان لديها معيلات من الإناث دون وجود شريك، بينما كانت نسبة 0.9% من الأسر لديها معيلون من الذكور دون وجود شريكة وكانت نسبة 4.5% من غير العائلات. تألفت نسبة 3.2% من أصل جميع الأسر من عدة أفراد يعيشون في نفس المنزل ونسبة 1.9% كانت تتألف من شخص يعيش بمفرده يبلغ من العمر 65 عاماً أو أكثر. وبلغ متوسط حجم الأسرة المعيشية 4.89، أما متوسط حجم العائلات فبلغ 5.04.
بلغ العمر الوسطي للسكان 15.6 عاماً. وكانت نسبة 53.2% من القاطنين تحت سن الثامنة عشر، وكانت نسبة 17.3% بين الثامنة عشر والرابعة والعشرين عاماً، ونسبة 16.8% كانت واقعةً في الفئة العمرية ما بين الخامسة والعشرين والرابعة والأربعين عاماً، ونسبة 6.1% كانت ما بين الخامسة والأربعين والرابعة والستين، ونسبة 1.9% كانت ضمن فئة الخامسة والستين عاماً فما فوق. يوجد لكل 100 أنثى 101.9 ذكر، ويوجد لكل 100 أنثى في الثامنة عشر من عمرها فما فوق 99.1 ذكر.
بلغ متوسط دخل الأسرة في القرية 13,125 دولارًا، أما متوسط دخل العائلة فبلغ 13,191 دولارًا. وكان متوسط دخل الذكور 20,500 دولارًا مقابل 19,792 دولارًا للإناث. وسجل دخل الفرد الخاص بالقرية 5,147 دولارًا. وكانت نسبة 65% من العائلات ونسبة 66.4% من السكان تحت خط الفقر، وكان من هؤلاء نسبة 69.1% تحت سن الثامنة عشر ونسبة 43.4% في الخامسة والستين من العمر وما فوق.

### تعداد عام 2010
بلغ عدد سكان كاسر 4,724 نسمة بحسب تعداد عام 2010، وبلغ عدد الأسر 876 أسرة وعدد العائلات 849 عائلة مقيمة في القرية. في حين سجلت الكثافة السكانية 10,736.4 نسمة لكل كيلومتر مربع (27,807.1/ميل2). وبلغ عدد الوحدات السكنية 929 وحدة بمتوسط كثافة قدره 2,111.4 لكل كيلومتر مربع (5,468.5/ميل2).
وتوزع التركيب العرقي للقرية بنسبة 99.51% من البيض و0.02% من الأمريكيين الأفارقة و0.06% من الأمريكيين ذوي الأصول الآسيوية و0.02% من سكان جزر المحيط الهادئ و0.21% من الأعراق الأخرى و0.17% من عرقين مختلطين أو أكثر و0.89% من الهسبانيون أو اللاتينيون من أي عرق.
بلغ عدد الأسر 876 أسرة كانت نسبة 80.7% منها لديها أطفال تحت سن الثامنة عشر تعيش معهم، وبلغت نسبة الأزواج القاطنين مع بعضهم البعض 95.7% من أصل المجموع الكلي للأسر، ونسبة 0.7% من الأسر كان لديها معيلات من الإناث دون وجود شريك، بينما كانت نسبة 0.6% من الأسر لديها معيلون من الذكور دون وجود شريكة وكانت نسبة 3.1% من غير العائلات. تألفت نسبة 2.9% من أصل جميع الأسر من عدة أفراد يعيشون في نفس المنزل ونسبة 1.8% كانت تتألف من شخص يعيش بمفرده يبلغ من العمر 65 عاماً أو أكثر. وبلغ متوسط حجم الأسرة المعيشية 5.39، أما متوسط حجم العائلات فبلغ 5.51.
بلغ العمر الوسطي للسكان 12.9 عاماً. وكانت نسبة 60% من القاطنين تحت سن الثامنة عشر، وكانت نسبة 13.1% بين الثامنة عشر والرابعة والعشرين عاماً، ونسبة 20.2% كانت واقعةً في الفئة العمرية ما بين الخامسة والعشرين والرابعة والأربعين عاماً، ونسبة 5.2% كانت ما بين الخامسة والأربعين والرابعة والستين، ونسبة 1.5% كانت ضمن فئة الخامسة والستين عاماً فما فوق. وتوزع التركيب الجنسي للسكان بنسبة 51.3% ذكور و48.7% إناث.